# Lee Keun-ho
Lee Keun-ho (* 11. April 1985 in Incheon) ist ein südkoreanischer Fußballspieler, der beim südkoreanischen Erstligisten Daegu FC unter Vertrag steht.

## Karriere

### Verein
Lee spielte in seiner Jugend für die Boo-Kyung High School und gewann dort zusammen mit Kim Seung-yong drei Titel. Nach der High School spielte er ab 2004 für seinen Heimatverein Incheon United und wurde 2006 zum besten Spieler der südkoreanischen Reserveliga „R-League“ gewählt. Zu Beginn der Saison 2007 unterschrieb er beim südkoreanischen Erstligisten Daegu FC und erreichte in der Saison 2008 Platz 5 der Torschützenliste. Er erhielt wegen seiner Beweglichkeit und Geschwindigkeit am Ball den Spitznamen „Silver Fox“.
Nachdem Lee Ende 2008 ein Angebot des englischen Erstligisten Blackburn Rovers abgelehnt hatte, wechselte er im April 2009 zum japanischen Erstligisten Júbilo Iwata, wo er in den ersten acht Liga-Spielen sechs Tore erzielte und vier vorbereitete. 2010 verließ er Júbilo Iwata und wurde mit dem französischen Erstligisten Paris Saint-Germain in Verbindung gebracht, wechselte jedoch zum AFC-Champions-League-Sieger Gamba Osaka und erzielte 15 Tore in 32 Spielen in der Saison 2011.
Am 10. Januar 2012 kehrte Lee zurück in die K-League und unterschrieb einen Dreijahresvertrag bei Ulsan Hyundai. Bereits im ersten Jahr gewann er mit seinem Verein die AFC Champions League und wurde zusätzlich zum besten Spieler des Wettbewerbs und zu Asiens Fußballer des Jahres gewählt.

### Nationalmannschaft
2005 wurde Lee in den Kader zur Junioren-Fußballweltmeisterschaft berufen, wo er jedoch nicht zum Einsatz kam.
Am 29. Juni 2007 feierte er sein Debüt in der Südkoreanischen Fußballnationalmannschaft beim Freundschaftsspiel gegen Irak und erzielte sein erstes Tor zum 3:0-Endstand.
Seinen ersten „Doppelpack“ erzielte er im Freundschaftsspiel gegen Usbekistan am 11. Oktober 2008, welches mit 4:1 gewonnen wurde. Auch im Qualifikationsspiel zur Fußball-Weltmeisterschaft 2010 gegen die Vereinigten Arabischen Emirate erzielte Lee zwei Tore.

## Erfolge
Ulsan Hyundai FC
- AFC Champions League: 2012, 2020

## Auszeichnungen
- „Bester Spieler“ der R-League: 2006
- Wahl in die „Elf des Jahres“ der K-League: 2007, 2008, 2012
- „Bester Spieler“ der AFC Champions League: 2012
- Asiens Fußballer des Jahres: 2012
- K League Challenge: Torschützenkönig 2013